# Casa patronal de Huilquilemu
La Casa patronal de Huilquilemu es un monumento histórico chileno ubicado en la VII Región del Maule, a 10 km de Talca. Se trata de una clásica vivienda decimonónica de la Zona central chilena. Actualmente la casa es parte de la Villa Cultural Huilquilemu "Hernán Correa de la Cerda ", propiedad de la Universidad Católica del Maule, en el marco del Programa de Restauración y Puesta en Valor del Patrimonio.
En la actualidad la casa alberga el museo de la Villa, donde se mantienen piezas de arte eclesiástico y referente a la historia del sector donde se encuentra emplazada.

## Historia
Su construcción data del año 1850 y fue ordenada por Bruno González, empresario minero que hizo fortuna en el Norte Grande. Durante el siglo XX quedó en manos de privados, hasta que en 1975 la Pontificia Universidad Católica de Chile, hoy Universidad Católica del Maule, adquirió la casona y comenzó los trabajos de restauración y adaptación de su arquitectura rural. Fue declarado Monumento Histórico en 1986 por lo representativa del mundo rural tradicional.
Tras el terremoto del año 2010 el recinto quedó con daños. Se produjo el desprendimiento de algunas tejas y deterioro en las cerchas de los techos, quedando el interior expuesto a las inclemencias climáticas, especialmente en la zona que reunía los artículos religiosos. Aunque ese sector debió ser cerrado al público, en términos generales sus paredes de adobe resistieron satisfactoriamente el sismo. La Universidad Católica del Maule inició un proyecto de restauración de la casona a cargo del arquitecto Patricio Gross y financiado por el BID. La reconstrucción culminó el año 2013, añadiéndose a la antigua construcción una nueva biblioteca.

## Arquitectura
Está constituida por un gran volumen en forma cuadrilátero hecho a base de adobe de un metro de ancho. Tiene largos corredores exteriores enladrillados de hasta 100 metros de largo, pilares de madera noble y techumbres con coligües a dos aguas, todo organizado en torno a patio central. Dada la alta calidad constructiva que caracteriza a las residencias de familias rurales acaudaladas, cuenta con un gran trabajo artesanal en sus terminaciones.

## Territorio
La construcción se emplaza en un parque dotado de gran diversidad arbórea exótica y nativa, donde se encuentran magnolios, secuoyas, palmeras, cedros, encinas, camelias, araucarias brasileras, cipreses de Siria, entre otros.